# Impatiens bathiei
Impatiens bathiei är en balsaminväxtart som beskrevs av Fischer och Rahelivololona. Impatiens bathiei ingår i släktet balsaminer, och familjen balsaminväxter. Inga underarter finns listade i Catalogue of Life.